# مزار تسوباكي الكبير في أمريكا

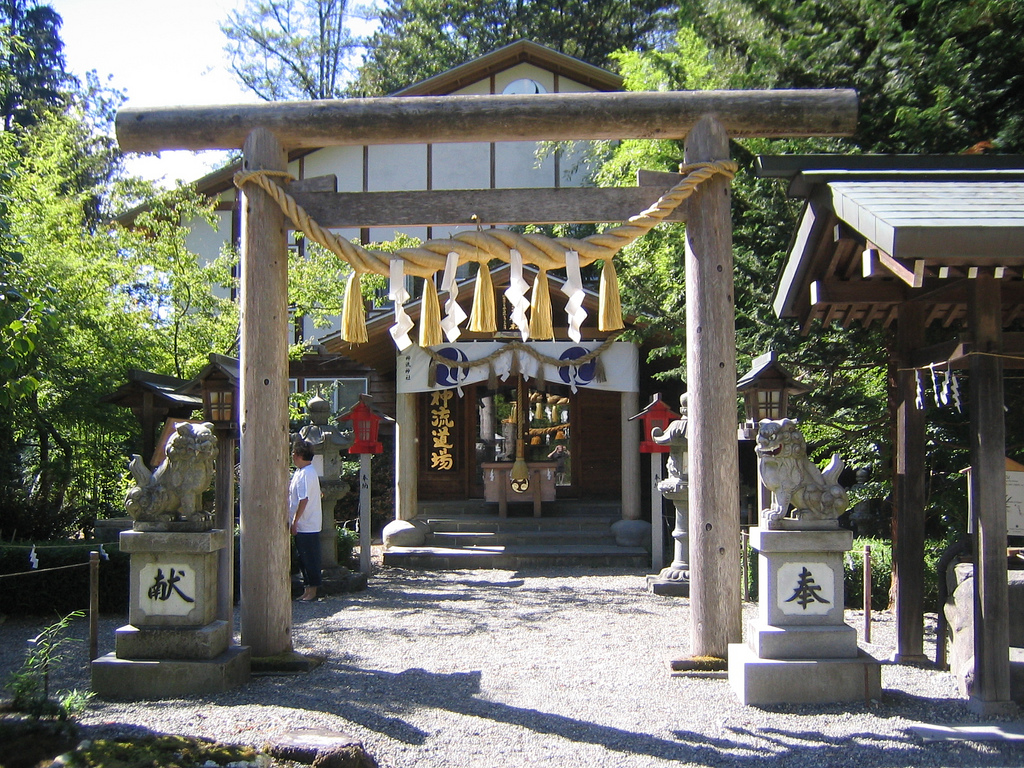
مزار تسوباكي الكبير

ضريح تسوباكي الكبير في أمريكا، والمعروف أيضًا باسم تسوباكي أمريكا جينجا، هو أول ضريح شنتو تم بناؤه في الولايات المتحدة بعد الحرب العالمية الثانية. تم تشييده في عام 1987 في ستوكتون، كاليفورنيا، وانتقل إلى موقعه الحالي في غرانيت فولز، واشنطن، في عام 2001.

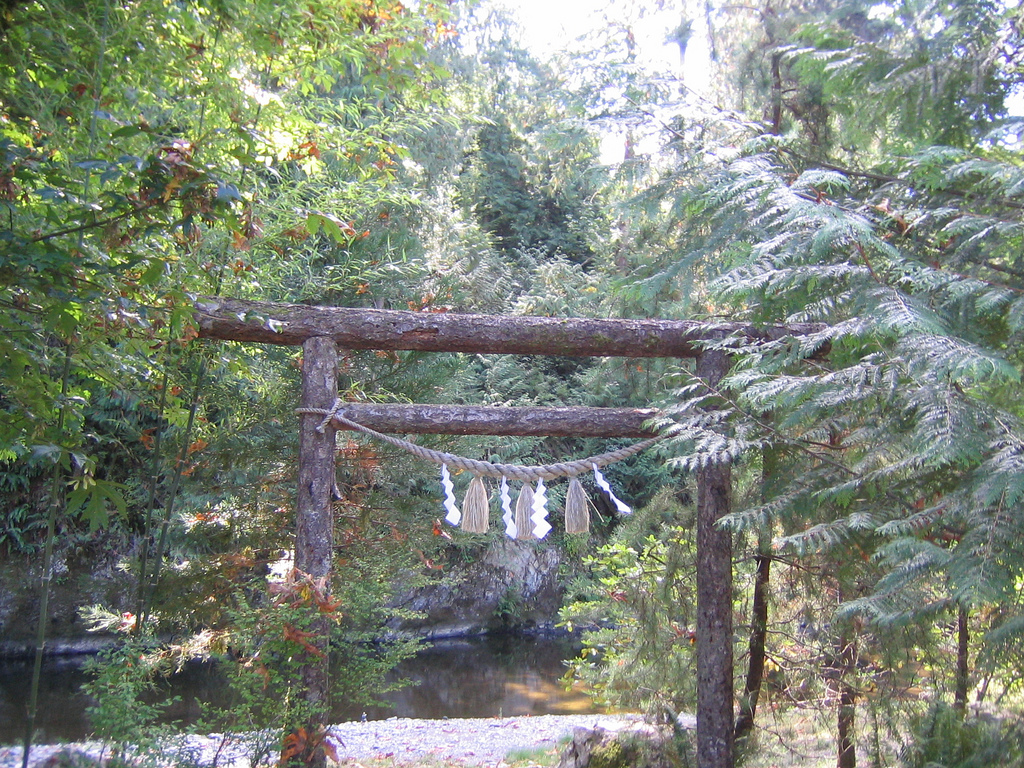
مزار تسوباكي